# Edward Hargitt
Edward Hargitt est un peintre paysagiste et ornithologue écossais, né le 3 mai 1835 et mort le 19 mars 1895.
C’est un expert des pics, qui signe la partie consacrée aux Picidae dans le Catalogue of the Birds in the British Museum conduit par Richard Bowdler Sharpe (1847-1909).